# Kathryn Joosten
Kathryn Joosten, född 20 december 1939 i Eustis, Florida, död 2 juni 2012 i Westlake Village, Los Angeles County, Kalifornien, var en amerikansk skådespelare,  
Hon blev bland annat känd för sin roll som Karen McCluskey i Desperate Housewives, för vilken hon belönades med Emmy Awards. Hon spelade även rollen som Dolores Landingham i Vita huset. 
Hon har även gjort gästroller i TV-serier som Tredje klotet från solen, Cityakuten, Roseanne, Seinfeld, Frasier, På spaning i New York, Buffy och vampyrerna, Dharma & Greg, Ally Mcbeal, Arkiv X, My Name Is Earl, Scrubs och The Mentalist.
Joosten avled i lungcancer.